# Giro di Romagna 2010
Il Giro di Romagna 2010, ottantacinquesima edizione della corsa e valida come evento dell'UCI Europe Tour 2010, si svolse il 5 settembre 2010, per un percorso di 211,7 km. La vittoria fu appannaggio del tedesco Patrik Sinkewitz, che completò il percorso in 5h08'00", precedendo gli italiani Domenico Pozzovivo e Giovanni Visconti.
Sul traguardo di Lugo 63 ciclisti portarono a termine la competizione.

## Ordine d'arrivo (Top 10)
| Pos. | Corridore            | Squadra       | Tempo    |
| ---- | -------------------- | ------------- | -------- |
| 1    | Patrik Sinkewitz     | ISD-Neri      | 5h08'00" |
| 2    | Domenico Pozzovivo   | Colnago       | a 2"     |
| 3    | Giovanni Visconti    | ISD-Neri      | a 58"    |
| 4    | Peter Sagan          | Liquigas      | s.t.     |
| 5    | Marco Marcato        | Vacansoleil   | s.t.     |
| 6    | Simone Ponzi         | Lampre        | s.t.     |
| 7    | Paolo Bailetti       | Cer. Flaminia | s.t.     |
| 8    | Alessandro Bertolini | Androni Gioc. | s.t.     |
| 9    | Francesco Gavazzi    | Lampre        | s.t.     |
| 10   | Andrea Tonti         | Carmiooro     | s.t.     |